# Ulrike Brandenburg
Ulrike Brandenburg (Münster, 17 de abril de 1954-Aquisgrán, 24 de mayo de 2010) fue una médica y sexóloga alemana. 
Hasta su muerte fue presidenta de la Sociedad Alemana de Investigación Sexual, la sociedad especializada más grande y antigua de Alemania.

## Biografía
Estudió medicina en la Universidad de Berlín, Universidad de Munster y Universidad de Hamburgo. En 1979 completó sus estudios con el examen estatal y su licencia para ejercer la medicina. Tras numerosos cursos de perfeccionamiento en el campo de la terapia sexual y familiar, obtuvo un doctorado y se convirtió en especialista en medicina psicoterapéutica.

## Libros
Libros y contribuciones a libros:
- 2000, Trastornos sexuales de la sexualidad femenina en "Atención básica psicosomática en ginecología" ISBN 978-3-13-117651-6.
- 2002, Ginecología y Obstetricia Psicosomática. ISBN 978-3-89-806150-6
- 2004, Concepto de grupo de pareja orientado a la terapia conductual sistémica para el tratamiento del vaginismo en “Psicoterapia de los trastornos sexuales” ISBN 978-3-13-108792-8
- 2005, La sexualidad femenina y sus trastornos psicógenos ISBN 978-3-13-139091-2
- 2005, Historia sexual en "Función y disfunción sexual de la mujer" ISBN 978-1-84-214263-9